# Bonnencontre
Bonnencontre település Franciaországban, Côte-d’Or megyében. Lakosainak száma 441 fő (2022. január 1.). Bonnencontre Saint-Nicolas-lès-Cîteaux, Pagny-la-Ville, Lechâtelet, Broin, Charrey-sur-Saône és Esbarres községekkel határos.

## Népesség
A település népességének változása:
| Lakosok száma | 209  | 242  | 276  | 368  | 436  | 450  | 445  | 437  | 435  | 441  |
|               | 1968 | 1982 | 1990 | 2006 | 2013 | 2015 | 2017 | 2019 | 2020 | 2022 |